# Ajia-do Animation Works
Ajia-do Co., Ltd. (яп. 株式会社亜細亜堂, Kabushiki-gaisha Ajiadō) — японська анімаційна студія, заснована 4 жовтня 1978 року. Вона відома аніме-серіалами, зокрема Spirit of Wonder, Absolute Boy, Izetta: The Last Witch, зокрема багаторічним серіалом NHK Nintama Rantarō. Її назву можна перекласти як «Зала Азії».

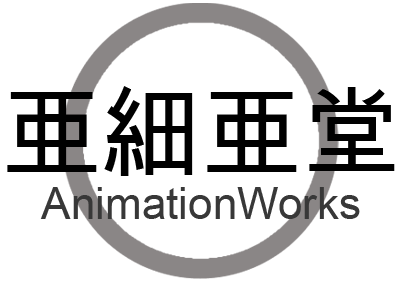
Логотип що використовувався до 2014 року.

Студія була заснована в 1978 році відомими аніматорами Цутому Шібаямою, Осаму Кобаяші та Мішіро Ямадою, колишніми членами анімаційної студії A Production, під корпоративною назвою Yugen-kaisha Ajiadō (有限会社亜細亜堂). Назва Ajiadō є псевдонімом, який використовували Цутому Шібаяма та Осаму Кобаяші.
У 1985 році студія офіційно стала Кабушікі-ґайшя (акціонерним товариством). У 1987 році вона випустила свій перший серіал — OVA Twilight Q (トワイライトQ, Towairaito Q). У 1990 році студія заснувала компанію Dap International Kabushiki-gaisha (ダップインターナショナル株式会社, Dappu Intānashonaru Kabushiki-gaisha).
Одночасно вони створили спільне підприємство Japan Taps (ジャパンタップス, Japan Tappusu) разом із компанією Takara, що займалася виробництвом іграшок. Студія займалася створенням аніме, зокрема Miracle Girls, а також виконувала субпідрядні роботи для інших аніме-проєктів, спонсорованих компанією (згодом ліквідовано). У 1998 році студія заснувала цифровий анімаційний відділ для виробництва власної цифрової анімації.
У 2005 році студія випустила Zettai Shōnen, який зрежисував Томомі Мочізукі а прем'єра відбулася на NHK BS2. У 2007 році студія створила Emma – A Victorian Romance: Другий акт, другий сезон Emma — A Victorian Romance.

## Праця

### Телесеріали
- The Real Ghostbusters (1986) (Аутсорсингові виробничі роботи для DiC Entertainment)
- Miracle Girls (1993)
- Nintama Rantarō (1993–дотепер)
- Wankorobe (1996–1997)
- Kaiketsu Zorori (2004–2005)
- Majime ni Fumajime Kaiketsu Zorori (2005–2007)
- Absolute Boy (2005)
- Kujibiki Unbalance (2006)
- Emma – A Victorian Romance: Second Act (2007)
- DD Fist of the North Star (2013–2015)
- Hokuto no Ken: Ichigo Aji (2015)
- Izetta: The Last Witch (2016)
- How Not to Summon a Demon Lord (2018)
- Ascendance of a Bookworm (2019–2022)
- Kakushigoto (2020)
- Motto! Majime ni Fumajime Kaiketsu Zorori (2020–2022)
- Kemono Jihen (2021)[2]
- Revenger (2023)[3]
- Кохання на кінчиках пальців (2024)[4]
- From Bureaucrat to Villainess: Dad's Been Reincarnated! (2025)[5]

### Фільми
- Kakkun Cafe (22 вересня, 1984)
- Maison Ikkoku: Kanketsuhen (6 лютого 1988)
- J League o 100-bai Tanoshiku Miru Hōhō!! (11 червня, 1994)
- Eiga Nintama Rantarō (29 червня, 1996)
- Donguri no Ie (1997)
- Majime ni Fumajime Kaiketsu Zorori: Nazo no Otakara Daisakusen (11 березня, 2006)
- You Are Umasou (16 жовтня, 2010)
- Gekijō-ban Anime Nintama Rantarō Ninjutsu Gakuen Zenin Shutsudō! no Dan (12 березня, 2011)
- Magic Tree House (23 жовтня, 2011)
- Kaiketsu Zorori Da-Da-Da-Daibouken! (22 грудня, 2012)
- Kaiketsu Zorori: Mamoru ze! Kyouryuu no Tamago (14 грудня, 2013)
- Kaiketsu Zorori: Uchū no Yūsha-tachi (12 вересня, 2015)
- Eiga Kaiketsu Zorori ZZ no Himitsu (22 листопада, 2017)
- Seven Days War (2019)[6]
- Kakushigoto (9 липня, 2021)
- Gekijōban Nintama Rantaro Dokutake Ninjatai Saikyō no Gunshi (грудень 2024)

### OVA/ONA
- Time Knot: Reflection (1987)
- Shiratori Reiko de Gozaimasu! (1990)
- Spirit of Wonder: Chaina-san no Yūutsu (1992)
- Yokohama Kaidashi Kikō (1998)
- Azumanga Web Daioh (2000)
- Spirit of Wonder (2001–2004)
- Yokohama Kaidashi Kikō: Quiet Country Cafe (2002–2003)
- Kujibiki Unbalance (2004–2005; production by Palm Studio)
- Genshiken (2006–2007)
- Ascendance of a Bookworm (2020)[7]